# Iadăra, Maramureș
Iadăra este un sat în comuna Mireșu Mare din județul Maramureș, Transilvania, România.

## Istoric
Prima atestare documentară: 1475 (Jeder). 

## Etimologie
Etimologia numelui localității: din n. top. (La) Iederă (< subst. iederă „plantă agățătoare, cu frunze verzi” < lat. hedera) > Iedera > Ieadara > Iadăra. 

## Demografie
La recensământul din 2011, populația era de 900 locuitori. 

## Note

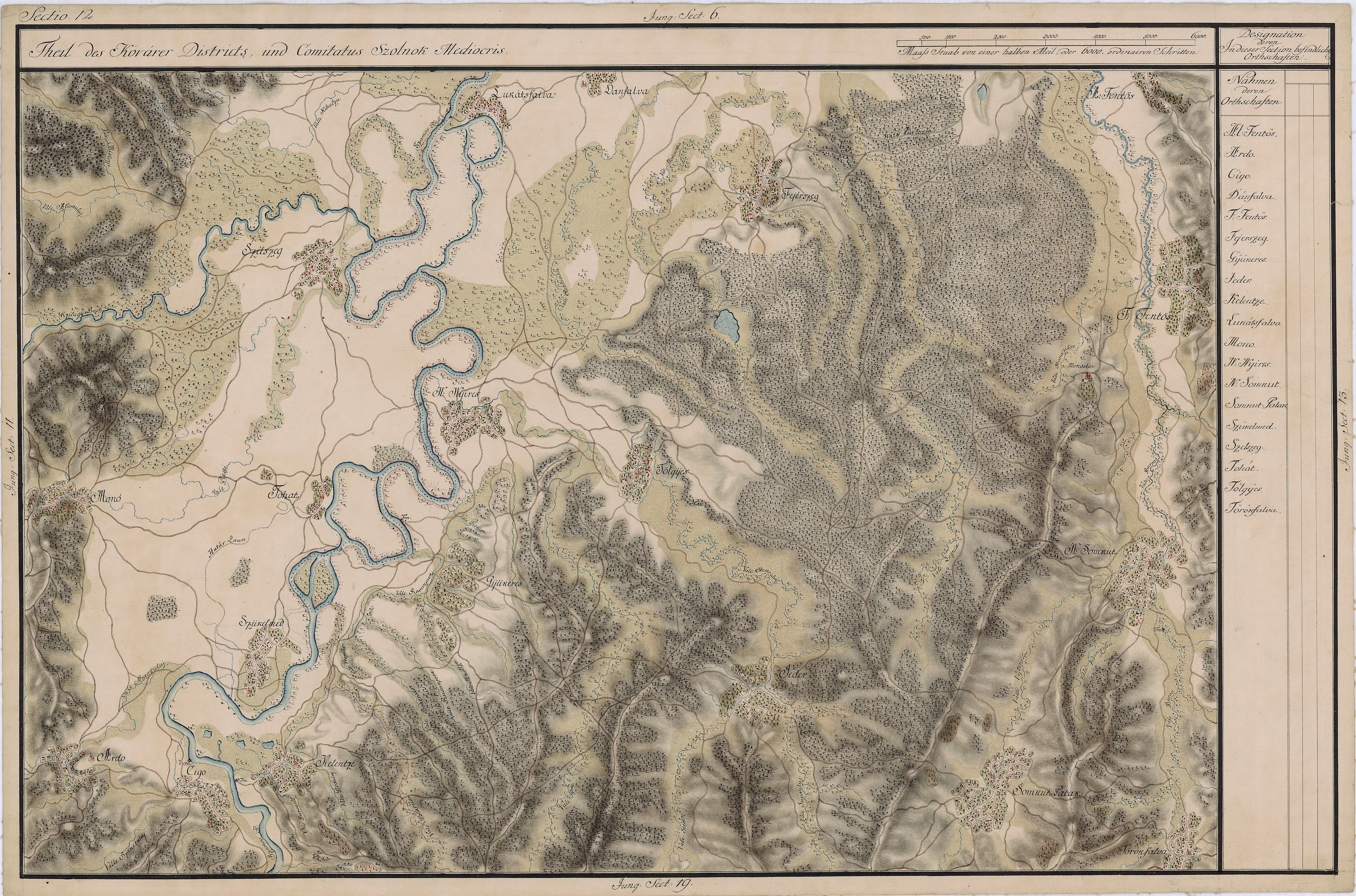
Iadăra în Harta Iosefină a Transilvaniei